# シダ類
シダ類（シダるい、羊歯類、英: Ferns）は、一般に「シダ」（羊歯、歯朶）と総称される維管束植物の一群である。伝統的分類および一般的な文脈では、薄嚢シダ類に加え、合わせて真嚢シダ類とも呼ばれるリュウビンタイ目とハナヤスリ目を含む分類群を指す。
かつてはシダ植物の伝統的分類において、マツバラン類（無葉類）、ヒカゲノカズラ類（小葉類）およびトクサ類（楔葉類）とともにシダ類（大葉類）としてシダ植物に含められ、多くシダ綱（シダこう、Pteridopsida, Filicopsida）として綱の階級に置かれた。1920年代以降、系統的に4群が遠縁と考えられるようになり、シダ門 Pterophyta やシダ類亜門 Pterophytina としてより上位の分類階級に置くこともあった。しかし分子系統解析により、シダ植物だけでなくシダ類自身も側系統群であることが判明し、本項の示す「シダ類」は分類群としては現在ではもはや用いられない。なお、スミスら (2006) の分類体系では「シダ綱 Filicopsida」は薄嚢シダ類を指す分類群として用いられていた。
近年では分子系統解析により、伝統的なシダ類にマツバラン類およびトクサ類を含めたグループが単系統群をなすことが明らかになっており、それをまとめて「シダ類 ferns」と呼ぶことも多くなっている。このグループは Kenrick & Crane (1997) において "Moniliformopses" と呼ばれた群に相当し、「モニロファイツ」や「大葉シダ類」と呼ばれることも多く、この単系統群については「大葉シダ植物」にて解説する。

## 「シダ」

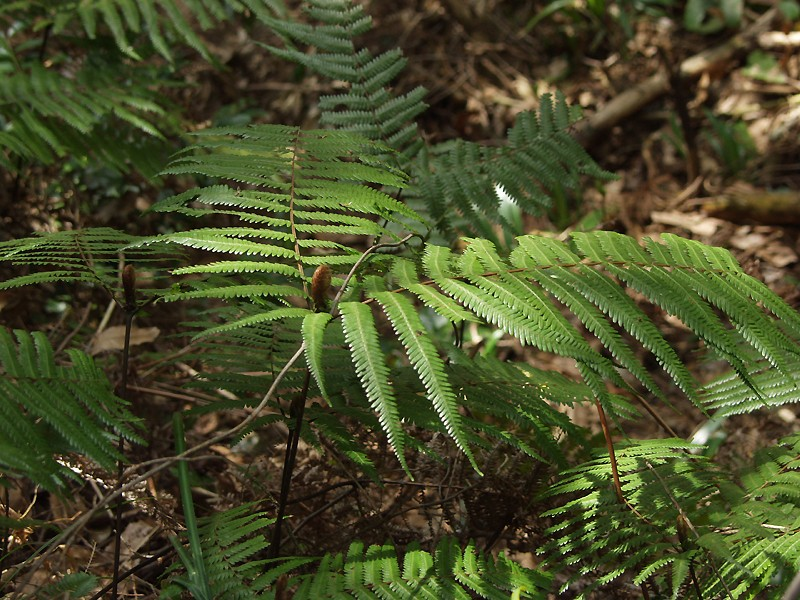
単にシダとも呼ばれるウラジロ 。

シダ（羊歯、歯朶）という言葉は、本項で示すシダ類を指す場合に加え、シダ植物を指すこと、および特にウラジロを指すことがある。和名の「シダ」の語源は「しだれる」と同源であるとされる。シダは方言または古名でデンダやカグマと呼ばれる。このうち、「デンダ」は「連朶」が訛ったものだとされ、そう漢字表記される。また、標準和名シノブ Davalia mariesii として扱われる「シノブ」もシダの古名の一つである。
漢名の「羊歯」は葉が連なり生じて毛のある姿を羊の歯に喩えたとされる。特にオシダ科のオシダ Dryopteris crassirhizoma を指すこともある。中国では羊歯の名は爾雅のみに見られたが、日本では平安時代にシダに当てている。

## 系統関係
以下に Wickett et al. (2014) や Puttick et al. (2018) による大規模な遺伝子を用いた分子系統解析に基づく、陸上植物の系統樹を示す。本項の示すシダ類である旧シダ綱は薄嚢シダ類と真嚢シダ類からなるが、このうち真嚢シダ類はクレードからマツバラン類を除いた側系統群であり、シダ綱も側系統となる。
|  | ヒカゲノカズラ目 Lycopodiales                                                      |
|  |                                                                                    |
|  | \| \| イワヒバ目 Selaginellales \| \| \| \| \| \| ミズニラ目 Isoetales \| \| \| \| |
|  |                                                                                    |
|  | イワヒバ目 Selaginellales                                                          |
|  |                                                                                    |
|  | ミズニラ目 Isoetales                                                               |
|  |                                                                                    |

|  | イワヒバ目 Selaginellales |
|  |                           |
|  | ミズニラ目 Isoetales      |
|  |                           |

|  | \| \| マツバラン目 Psilotales \| \| \| \| \| \| ハナヤスリ目 Ophioglossales \| \| \| \| |
|  |                                                                                         |
|  | リュウビンタイ目 Marattiales                                                            |
|  |                                                                                         |
|  | マツバラン目 Psilotales                                                                 |
|  |                                                                                         |
|  | ハナヤスリ目 Ophioglossales                                                             |
|  |                                                                                         |

|  | マツバラン目 Psilotales     |
|  |                             |
|  | ハナヤスリ目 Ophioglossales |
|  |                             |

|  | \| \| マツバラン目 Psilotales \| \| \| \| \| \| ハナヤスリ目 Ophioglossales \| \| \| \| |
|  |                                                                                         |
|  | リュウビンタイ目 Marattiales                                                            |
|  |                                                                                         |
|  | マツバラン目 Psilotales                                                                 |
|  |                                                                                         |
|  | ハナヤスリ目 Ophioglossales                                                             |
|  |                                                                                         |

|  | マツバラン目 Psilotales     |
|  |                             |
|  | ハナヤスリ目 Ophioglossales |
|  |                             |

|  | \| \| マツバラン目 Psilotales \| \| \| \| \| \| ハナヤスリ目 Ophioglossales \| \| \| \| |
|  |                                                                                         |
|  | リュウビンタイ目 Marattiales                                                            |
|  |                                                                                         |
|  | マツバラン目 Psilotales                                                                 |
|  |                                                                                         |
|  | ハナヤスリ目 Ophioglossales                                                             |
|  |                                                                                         |

|  | マツバラン目 Psilotales     |
|  |                             |
|  | ハナヤスリ目 Ophioglossales |
|  |                             |

|  | \| \| マツバラン目 Psilotales \| \| \| \| \| \| ハナヤスリ目 Ophioglossales \| \| \| \| |
|  |                                                                                         |
|  | リュウビンタイ目 Marattiales                                                            |
|  |                                                                                         |
|  | マツバラン目 Psilotales                                                                 |
|  |                                                                                         |
|  | ハナヤスリ目 Ophioglossales                                                             |
|  |                                                                                         |

|  | マツバラン目 Psilotales     |
|  |                             |
|  | ハナヤスリ目 Ophioglossales |
|  |                             |

|  | \| \| マツバラン目 Psilotales \| \| \| \| \| \| ハナヤスリ目 Ophioglossales \| \| \| \| |
|  |                                                                                         |
|  | リュウビンタイ目 Marattiales                                                            |
|  |                                                                                         |
|  | マツバラン目 Psilotales                                                                 |
|  |                                                                                         |
|  | ハナヤスリ目 Ophioglossales                                                             |
|  |                                                                                         |

|  | マツバラン目 Psilotales     |
|  |                             |
|  | ハナヤスリ目 Ophioglossales |
|  |                             |

|  | \| \| マツバラン目 Psilotales \| \| \| \| \| \| ハナヤスリ目 Ophioglossales \| \| \| \| |
|  |                                                                                         |
|  | リュウビンタイ目 Marattiales                                                            |
|  |                                                                                         |
|  | マツバラン目 Psilotales                                                                 |
|  |                                                                                         |
|  | ハナヤスリ目 Ophioglossales                                                             |
|  |                                                                                         |

|  | マツバラン目 Psilotales     |
|  |                             |
|  | ハナヤスリ目 Ophioglossales |
|  |                             |

|  | \| \| マツバラン目 Psilotales \| \| \| \| \| \| ハナヤスリ目 Ophioglossales \| \| \| \| |
|  |                                                                                         |
|  | リュウビンタイ目 Marattiales                                                            |
|  |                                                                                         |
|  | マツバラン目 Psilotales                                                                 |
|  |                                                                                         |
|  | ハナヤスリ目 Ophioglossales                                                             |
|  |                                                                                         |

|  | マツバラン目 Psilotales     |
|  |                             |
|  | ハナヤスリ目 Ophioglossales |
|  |                             |

|  | \| \| マツバラン目 Psilotales \| \| \| \| \| \| ハナヤスリ目 Ophioglossales \| \| \| \| |
|  |                                                                                         |
|  | リュウビンタイ目 Marattiales                                                            |
|  |                                                                                         |
|  | マツバラン目 Psilotales                                                                 |
|  |                                                                                         |
|  | ハナヤスリ目 Ophioglossales                                                             |
|  |                                                                                         |

|  | マツバラン目 Psilotales     |
|  |                             |
|  | ハナヤスリ目 Ophioglossales |
|  |                             |

|  | ヒカゲノカズラ目 Lycopodiales                                                      |
|  |                                                                                    |
|  | \| \| イワヒバ目 Selaginellales \| \| \| \| \| \| ミズニラ目 Isoetales \| \| \| \| |
|  |                                                                                    |
|  | イワヒバ目 Selaginellales                                                          |
|  |                                                                                    |
|  | ミズニラ目 Isoetales                                                               |
|  |                                                                                    |

|  | イワヒバ目 Selaginellales |
|  |                           |
|  | ミズニラ目 Isoetales      |
|  |                           |

|  | \| \| マツバラン目 Psilotales \| \| \| \| \| \| ハナヤスリ目 Ophioglossales \| \| \| \| |
|  |                                                                                         |
|  | リュウビンタイ目 Marattiales                                                            |
|  |                                                                                         |
|  | マツバラン目 Psilotales                                                                 |
|  |                                                                                         |
|  | ハナヤスリ目 Ophioglossales                                                             |
|  |                                                                                         |

|  | マツバラン目 Psilotales     |
|  |                             |
|  | ハナヤスリ目 Ophioglossales |
|  |                             |

|  | \| \| マツバラン目 Psilotales \| \| \| \| \| \| ハナヤスリ目 Ophioglossales \| \| \| \| |
|  |                                                                                         |
|  | リュウビンタイ目 Marattiales                                                            |
|  |                                                                                         |
|  | マツバラン目 Psilotales                                                                 |
|  |                                                                                         |
|  | ハナヤスリ目 Ophioglossales                                                             |
|  |                                                                                         |

|  | マツバラン目 Psilotales     |
|  |                             |
|  | ハナヤスリ目 Ophioglossales |
|  |                             |

|  | \| \| マツバラン目 Psilotales \| \| \| \| \| \| ハナヤスリ目 Ophioglossales \| \| \| \| |
|  |                                                                                         |
|  | リュウビンタイ目 Marattiales                                                            |
|  |                                                                                         |
|  | マツバラン目 Psilotales                                                                 |
|  |                                                                                         |
|  | ハナヤスリ目 Ophioglossales                                                             |
|  |                                                                                         |

|  | マツバラン目 Psilotales     |
|  |                             |
|  | ハナヤスリ目 Ophioglossales |
|  |                             |

|  | \| \| マツバラン目 Psilotales \| \| \| \| \| \| ハナヤスリ目 Ophioglossales \| \| \| \| |
|  |                                                                                         |
|  | リュウビンタイ目 Marattiales                                                            |
|  |                                                                                         |
|  | マツバラン目 Psilotales                                                                 |
|  |                                                                                         |
|  | ハナヤスリ目 Ophioglossales                                                             |
|  |                                                                                         |

|  | マツバラン目 Psilotales     |
|  |                             |
|  | ハナヤスリ目 Ophioglossales |
|  |                             |

|  | \| \| マツバラン目 Psilotales \| \| \| \| \| \| ハナヤスリ目 Ophioglossales \| \| \| \| |
|  |                                                                                         |
|  | リュウビンタイ目 Marattiales                                                            |
|  |                                                                                         |
|  | マツバラン目 Psilotales                                                                 |
|  |                                                                                         |
|  | ハナヤスリ目 Ophioglossales                                                             |
|  |                                                                                         |

|  | マツバラン目 Psilotales     |
|  |                             |
|  | ハナヤスリ目 Ophioglossales |
|  |                             |

|  | \| \| マツバラン目 Psilotales \| \| \| \| \| \| ハナヤスリ目 Ophioglossales \| \| \| \| |
|  |                                                                                         |
|  | リュウビンタイ目 Marattiales                                                            |
|  |                                                                                         |
|  | マツバラン目 Psilotales                                                                 |
|  |                                                                                         |
|  | ハナヤスリ目 Ophioglossales                                                             |
|  |                                                                                         |

|  | マツバラン目 Psilotales     |
|  |                             |
|  | ハナヤスリ目 Ophioglossales |
|  |                             |

|  | \| \| マツバラン目 Psilotales \| \| \| \| \| \| ハナヤスリ目 Ophioglossales \| \| \| \| |
|  |                                                                                         |
|  | リュウビンタイ目 Marattiales                                                            |
|  |                                                                                         |
|  | マツバラン目 Psilotales                                                                 |
|  |                                                                                         |
|  | ハナヤスリ目 Ophioglossales                                                             |
|  |                                                                                         |

|  | マツバラン目 Psilotales     |
|  |                             |
|  | ハナヤスリ目 Ophioglossales |
|  |                             |

|  | \| \| マツバラン目 Psilotales \| \| \| \| \| \| ハナヤスリ目 Ophioglossales \| \| \| \| |
|  |                                                                                         |
|  | リュウビンタイ目 Marattiales                                                            |
|  |                                                                                         |
|  | マツバラン目 Psilotales                                                                 |
|  |                                                                                         |
|  | ハナヤスリ目 Ophioglossales                                                             |
|  |                                                                                         |

|  | マツバラン目 Psilotales     |
|  |                             |
|  | ハナヤスリ目 Ophioglossales |
|  |                             |

|  | ヒカゲノカズラ目 Lycopodiales                                                      |
|  |                                                                                    |
|  | \| \| イワヒバ目 Selaginellales \| \| \| \| \| \| ミズニラ目 Isoetales \| \| \| \| |
|  |                                                                                    |
|  | イワヒバ目 Selaginellales                                                          |
|  |                                                                                    |
|  | ミズニラ目 Isoetales                                                               |
|  |                                                                                    |

|  | イワヒバ目 Selaginellales |
|  |                           |
|  | ミズニラ目 Isoetales      |
|  |                           |

|  | \| \| マツバラン目 Psilotales \| \| \| \| \| \| ハナヤスリ目 Ophioglossales \| \| \| \| |
|  |                                                                                         |
|  | リュウビンタイ目 Marattiales                                                            |
|  |                                                                                         |
|  | マツバラン目 Psilotales                                                                 |
|  |                                                                                         |
|  | ハナヤスリ目 Ophioglossales                                                             |
|  |                                                                                         |

|  | マツバラン目 Psilotales     |
|  |                             |
|  | ハナヤスリ目 Ophioglossales |
|  |                             |

|  | \| \| マツバラン目 Psilotales \| \| \| \| \| \| ハナヤスリ目 Ophioglossales \| \| \| \| |
|  |                                                                                         |
|  | リュウビンタイ目 Marattiales                                                            |
|  |                                                                                         |
|  | マツバラン目 Psilotales                                                                 |
|  |                                                                                         |
|  | ハナヤスリ目 Ophioglossales                                                             |
|  |                                                                                         |

|  | マツバラン目 Psilotales     |
|  |                             |
|  | ハナヤスリ目 Ophioglossales |
|  |                             |

|  | \| \| マツバラン目 Psilotales \| \| \| \| \| \| ハナヤスリ目 Ophioglossales \| \| \| \| |
|  |                                                                                         |
|  | リュウビンタイ目 Marattiales                                                            |
|  |                                                                                         |
|  | マツバラン目 Psilotales                                                                 |
|  |                                                                                         |
|  | ハナヤスリ目 Ophioglossales                                                             |
|  |                                                                                         |

|  | マツバラン目 Psilotales     |
|  |                             |
|  | ハナヤスリ目 Ophioglossales |
|  |                             |

|  | \| \| マツバラン目 Psilotales \| \| \| \| \| \| ハナヤスリ目 Ophioglossales \| \| \| \| |
|  |                                                                                         |
|  | リュウビンタイ目 Marattiales                                                            |
|  |                                                                                         |
|  | マツバラン目 Psilotales                                                                 |
|  |                                                                                         |
|  | ハナヤスリ目 Ophioglossales                                                             |
|  |                                                                                         |

|  | マツバラン目 Psilotales     |
|  |                             |
|  | ハナヤスリ目 Ophioglossales |
|  |                             |

|  | \| \| マツバラン目 Psilotales \| \| \| \| \| \| ハナヤスリ目 Ophioglossales \| \| \| \| |
|  |                                                                                         |
|  | リュウビンタイ目 Marattiales                                                            |
|  |                                                                                         |
|  | マツバラン目 Psilotales                                                                 |
|  |                                                                                         |
|  | ハナヤスリ目 Ophioglossales                                                             |
|  |                                                                                         |

|  | マツバラン目 Psilotales     |
|  |                             |
|  | ハナヤスリ目 Ophioglossales |
|  |                             |

|  | \| \| マツバラン目 Psilotales \| \| \| \| \| \| ハナヤスリ目 Ophioglossales \| \| \| \| |
|  |                                                                                         |
|  | リュウビンタイ目 Marattiales                                                            |
|  |                                                                                         |
|  | マツバラン目 Psilotales                                                                 |
|  |                                                                                         |
|  | ハナヤスリ目 Ophioglossales                                                             |
|  |                                                                                         |

|  | マツバラン目 Psilotales     |
|  |                             |
|  | ハナヤスリ目 Ophioglossales |
|  |                             |

|  | \| \| マツバラン目 Psilotales \| \| \| \| \| \| ハナヤスリ目 Ophioglossales \| \| \| \| |
|  |                                                                                         |
|  | リュウビンタイ目 Marattiales                                                            |
|  |                                                                                         |
|  | マツバラン目 Psilotales                                                                 |
|  |                                                                                         |
|  | ハナヤスリ目 Ophioglossales                                                             |
|  |                                                                                         |

|  | マツバラン目 Psilotales     |
|  |                             |
|  | ハナヤスリ目 Ophioglossales |
|  |                             |

|  | \| \| マツバラン目 Psilotales \| \| \| \| \| \| ハナヤスリ目 Ophioglossales \| \| \| \| |
|  |                                                                                         |
|  | リュウビンタイ目 Marattiales                                                            |
|  |                                                                                         |
|  | マツバラン目 Psilotales                                                                 |
|  |                                                                                         |
|  | ハナヤスリ目 Ophioglossales                                                             |
|  |                                                                                         |

|  | マツバラン目 Psilotales     |
|  |                             |
|  | ハナヤスリ目 Ophioglossales |
|  |                             |

|  | ヒカゲノカズラ目 Lycopodiales                                                      |
|  |                                                                                    |
|  | \| \| イワヒバ目 Selaginellales \| \| \| \| \| \| ミズニラ目 Isoetales \| \| \| \| |
|  |                                                                                    |
|  | イワヒバ目 Selaginellales                                                          |
|  |                                                                                    |
|  | ミズニラ目 Isoetales                                                               |
|  |                                                                                    |

|  | イワヒバ目 Selaginellales |
|  |                           |
|  | ミズニラ目 Isoetales      |
|  |                           |

|  | \| \| マツバラン目 Psilotales \| \| \| \| \| \| ハナヤスリ目 Ophioglossales \| \| \| \| |
|  |                                                                                         |
|  | リュウビンタイ目 Marattiales                                                            |
|  |                                                                                         |
|  | マツバラン目 Psilotales                                                                 |
|  |                                                                                         |
|  | ハナヤスリ目 Ophioglossales                                                             |
|  |                                                                                         |

|  | マツバラン目 Psilotales     |
|  |                             |
|  | ハナヤスリ目 Ophioglossales |
|  |                             |

|  | \| \| マツバラン目 Psilotales \| \| \| \| \| \| ハナヤスリ目 Ophioglossales \| \| \| \| |
|  |                                                                                         |
|  | リュウビンタイ目 Marattiales                                                            |
|  |                                                                                         |
|  | マツバラン目 Psilotales                                                                 |
|  |                                                                                         |
|  | ハナヤスリ目 Ophioglossales                                                             |
|  |                                                                                         |

|  | マツバラン目 Psilotales     |
|  |                             |
|  | ハナヤスリ目 Ophioglossales |
|  |                             |

|  | \| \| マツバラン目 Psilotales \| \| \| \| \| \| ハナヤスリ目 Ophioglossales \| \| \| \| |
|  |                                                                                         |
|  | リュウビンタイ目 Marattiales                                                            |
|  |                                                                                         |
|  | マツバラン目 Psilotales                                                                 |
|  |                                                                                         |
|  | ハナヤスリ目 Ophioglossales                                                             |
|  |                                                                                         |

|  | マツバラン目 Psilotales     |
|  |                             |
|  | ハナヤスリ目 Ophioglossales |
|  |                             |

|  | \| \| マツバラン目 Psilotales \| \| \| \| \| \| ハナヤスリ目 Ophioglossales \| \| \| \| |
|  |                                                                                         |
|  | リュウビンタイ目 Marattiales                                                            |
|  |                                                                                         |
|  | マツバラン目 Psilotales                                                                 |
|  |                                                                                         |
|  | ハナヤスリ目 Ophioglossales                                                             |
|  |                                                                                         |

|  | マツバラン目 Psilotales     |
|  |                             |
|  | ハナヤスリ目 Ophioglossales |
|  |                             |

|  | \| \| マツバラン目 Psilotales \| \| \| \| \| \| ハナヤスリ目 Ophioglossales \| \| \| \| |
|  |                                                                                         |
|  | リュウビンタイ目 Marattiales                                                            |
|  |                                                                                         |
|  | マツバラン目 Psilotales                                                                 |
|  |                                                                                         |
|  | ハナヤスリ目 Ophioglossales                                                             |
|  |                                                                                         |

|  | マツバラン目 Psilotales     |
|  |                             |
|  | ハナヤスリ目 Ophioglossales |
|  |                             |

|  | \| \| マツバラン目 Psilotales \| \| \| \| \| \| ハナヤスリ目 Ophioglossales \| \| \| \| |
|  |                                                                                         |
|  | リュウビンタイ目 Marattiales                                                            |
|  |                                                                                         |
|  | マツバラン目 Psilotales                                                                 |
|  |                                                                                         |
|  | ハナヤスリ目 Ophioglossales                                                             |
|  |                                                                                         |

|  | マツバラン目 Psilotales     |
|  |                             |
|  | ハナヤスリ目 Ophioglossales |
|  |                             |

|  | \| \| マツバラン目 Psilotales \| \| \| \| \| \| ハナヤスリ目 Ophioglossales \| \| \| \| |
|  |                                                                                         |
|  | リュウビンタイ目 Marattiales                                                            |
|  |                                                                                         |
|  | マツバラン目 Psilotales                                                                 |
|  |                                                                                         |
|  | ハナヤスリ目 Ophioglossales                                                             |
|  |                                                                                         |

|  | マツバラン目 Psilotales     |
|  |                             |
|  | ハナヤスリ目 Ophioglossales |
|  |                             |

|  | \| \| マツバラン目 Psilotales \| \| \| \| \| \| ハナヤスリ目 Ophioglossales \| \| \| \| |
|  |                                                                                         |
|  | リュウビンタイ目 Marattiales                                                            |
|  |                                                                                         |
|  | マツバラン目 Psilotales                                                                 |
|  |                                                                                         |
|  | ハナヤスリ目 Ophioglossales                                                             |
|  |                                                                                         |

|  | マツバラン目 Psilotales     |
|  |                             |
|  | ハナヤスリ目 Ophioglossales |
|  |                             |

なお、Pryer ら (2001; 2004)による、プラスチドのrbcL、atpB、rps4、および核の18S rDNAの4遺伝子を用いた古い分子系統解析では、次のような系統樹が描かれ、真嚢シダ類が多系統となっていた。

|  | ヒカゲノカズラ目 Lycopodiales                                                      |
|  |                                                                                    |
|  | \| \| イワヒバ目 Selaginellales \| \| \| \| \| \| ミズニラ目 Isoetales \| \| \| \| |
|  |                                                                                    |
|  | イワヒバ目 Selaginellales                                                          |
|  |                                                                                    |
|  | ミズニラ目 Isoetales                                                               |
|  |                                                                                    |

|  | イワヒバ目 Selaginellales |
|  |                           |
|  | ミズニラ目 Isoetales      |
|  |                           |

|  | マツバラン目 "Whisk ferns"         |
|  |                                    |
|  | ハナヤスリ目 "Ophioglossoid ferns" |
|  |                                    |

|  | \| \| トクサ目 "Horsetails" \| \| \| \| \| \| リュウビンタイ目 "Marattioid ferns" \| \| \| \| |                     |
|  |                                                                                               |                     |
|  | 薄嚢シダ類 "Leptosporangiate ferns"                                                           | シダ類 "True ferns" |
|  | 薄嚢シダ類 "Leptosporangiate ferns"                                                           | シダ類 "True ferns" |
|  | トクサ目 "Horsetails"                                                                         |                     |
|  |                                                                                               |                     |
|  | リュウビンタイ目 "Marattioid ferns"                                                           |                     |
|  |                                                                                               |                     |

|  | トクサ目 "Horsetails"               |
|  |                                     |
|  | リュウビンタイ目 "Marattioid ferns" |
|  |                                     |

|  | マツバラン目 "Whisk ferns"         |
|  |                                    |
|  | ハナヤスリ目 "Ophioglossoid ferns" |
|  |                                    |

|  | \| \| トクサ目 "Horsetails" \| \| \| \| \| \| リュウビンタイ目 "Marattioid ferns" \| \| \| \| |                     |
|  |                                                                                               |                     |
|  | 薄嚢シダ類 "Leptosporangiate ferns"                                                           | シダ類 "True ferns" |
|  | 薄嚢シダ類 "Leptosporangiate ferns"                                                           | シダ類 "True ferns" |
|  | トクサ目 "Horsetails"                                                                         |                     |
|  |                                                                                               |                     |
|  | リュウビンタイ目 "Marattioid ferns"                                                           |                     |
|  |                                                                                               |                     |

|  | トクサ目 "Horsetails"               |
|  |                                     |
|  | リュウビンタイ目 "Marattioid ferns" |
|  |                                     |

|  | マツバラン目 "Whisk ferns"         |
|  |                                    |
|  | ハナヤスリ目 "Ophioglossoid ferns" |
|  |                                    |

|  | \| \| トクサ目 "Horsetails" \| \| \| \| \| \| リュウビンタイ目 "Marattioid ferns" \| \| \| \| |                     |
|  |                                                                                               |                     |
|  | 薄嚢シダ類 "Leptosporangiate ferns"                                                           | シダ類 "True ferns" |
|  | 薄嚢シダ類 "Leptosporangiate ferns"                                                           | シダ類 "True ferns" |
|  | トクサ目 "Horsetails"                                                                         |                     |
|  |                                                                                               |                     |
|  | リュウビンタイ目 "Marattioid ferns"                                                           |                     |
|  |                                                                                               |                     |

|  | トクサ目 "Horsetails"               |
|  |                                     |
|  | リュウビンタイ目 "Marattioid ferns" |
|  |                                     |

|  | マツバラン目 "Whisk ferns"         |
|  |                                    |
|  | ハナヤスリ目 "Ophioglossoid ferns" |
|  |                                    |

|  | \| \| トクサ目 "Horsetails" \| \| \| \| \| \| リュウビンタイ目 "Marattioid ferns" \| \| \| \| |                     |
|  |                                                                                               |                     |
|  | 薄嚢シダ類 "Leptosporangiate ferns"                                                           | シダ類 "True ferns" |
|  | 薄嚢シダ類 "Leptosporangiate ferns"                                                           | シダ類 "True ferns" |
|  | トクサ目 "Horsetails"                                                                         |                     |
|  |                                                                                               |                     |
|  | リュウビンタイ目 "Marattioid ferns"                                                           |                     |
|  |                                                                                               |                     |

|  | トクサ目 "Horsetails"               |
|  |                                     |
|  | リュウビンタイ目 "Marattioid ferns" |
|  |                                     |

|  | ヒカゲノカズラ目 Lycopodiales                                                      |
|  |                                                                                    |
|  | \| \| イワヒバ目 Selaginellales \| \| \| \| \| \| ミズニラ目 Isoetales \| \| \| \| |
|  |                                                                                    |
|  | イワヒバ目 Selaginellales                                                          |
|  |                                                                                    |
|  | ミズニラ目 Isoetales                                                               |
|  |                                                                                    |

|  | イワヒバ目 Selaginellales |
|  |                           |
|  | ミズニラ目 Isoetales      |
|  |                           |

|  | マツバラン目 "Whisk ferns"         |
|  |                                    |
|  | ハナヤスリ目 "Ophioglossoid ferns" |
|  |                                    |

|  | \| \| トクサ目 "Horsetails" \| \| \| \| \| \| リュウビンタイ目 "Marattioid ferns" \| \| \| \| |                     |
|  |                                                                                               |                     |
|  | 薄嚢シダ類 "Leptosporangiate ferns"                                                           | シダ類 "True ferns" |
|  | 薄嚢シダ類 "Leptosporangiate ferns"                                                           | シダ類 "True ferns" |
|  | トクサ目 "Horsetails"                                                                         |                     |
|  |                                                                                               |                     |
|  | リュウビンタイ目 "Marattioid ferns"                                                           |                     |
|  |                                                                                               |                     |

|  | トクサ目 "Horsetails"               |
|  |                                     |
|  | リュウビンタイ目 "Marattioid ferns" |
|  |                                     |

|  | マツバラン目 "Whisk ferns"         |
|  |                                    |
|  | ハナヤスリ目 "Ophioglossoid ferns" |
|  |                                    |

|  | \| \| トクサ目 "Horsetails" \| \| \| \| \| \| リュウビンタイ目 "Marattioid ferns" \| \| \| \| |                     |
|  |                                                                                               |                     |
|  | 薄嚢シダ類 "Leptosporangiate ferns"                                                           | シダ類 "True ferns" |
|  | 薄嚢シダ類 "Leptosporangiate ferns"                                                           | シダ類 "True ferns" |
|  | トクサ目 "Horsetails"                                                                         |                     |
|  |                                                                                               |                     |
|  | リュウビンタイ目 "Marattioid ferns"                                                           |                     |
|  |                                                                                               |                     |

|  | トクサ目 "Horsetails"               |
|  |                                     |
|  | リュウビンタイ目 "Marattioid ferns" |
|  |                                     |

|  | マツバラン目 "Whisk ferns"         |
|  |                                    |
|  | ハナヤスリ目 "Ophioglossoid ferns" |
|  |                                    |

|  | \| \| トクサ目 "Horsetails" \| \| \| \| \| \| リュウビンタイ目 "Marattioid ferns" \| \| \| \| |                     |
|  |                                                                                               |                     |
|  | 薄嚢シダ類 "Leptosporangiate ferns"                                                           | シダ類 "True ferns" |
|  | 薄嚢シダ類 "Leptosporangiate ferns"                                                           | シダ類 "True ferns" |
|  | トクサ目 "Horsetails"                                                                         |                     |
|  |                                                                                               |                     |
|  | リュウビンタイ目 "Marattioid ferns"                                                           |                     |
|  |                                                                                               |                     |

|  | トクサ目 "Horsetails"               |
|  |                                     |
|  | リュウビンタイ目 "Marattioid ferns" |
|  |                                     |

|  | マツバラン目 "Whisk ferns"         |
|  |                                    |
|  | ハナヤスリ目 "Ophioglossoid ferns" |
|  |                                    |

|  | \| \| トクサ目 "Horsetails" \| \| \| \| \| \| リュウビンタイ目 "Marattioid ferns" \| \| \| \| |                     |
|  |                                                                                               |                     |
|  | 薄嚢シダ類 "Leptosporangiate ferns"                                                           | シダ類 "True ferns" |
|  | 薄嚢シダ類 "Leptosporangiate ferns"                                                           | シダ類 "True ferns" |
|  | トクサ目 "Horsetails"                                                                         |                     |
|  |                                                                                               |                     |
|  | リュウビンタイ目 "Marattioid ferns"                                                           |                     |
|  |                                                                                               |                     |

|  | トクサ目 "Horsetails"               |
|  |                                     |
|  | リュウビンタイ目 "Marattioid ferns" |
|  |                                     |

## 特徴
→ 生活環に関しては「シダ植物」も参照
シダ類の生活環は胞子体と配偶体が独立して生活する単複世代交代型である。胞子体には根・茎・葉が分化する。胞子は胞子体の胞子嚢の中に減数分裂の結果形成される。ほとんどのシダ類では胞子は雌雄の差がない同形胞子性であるが、水生シダ類では大胞子と小胞子をつくる異形胞子性である。胞子嚢は普通、裏面または葉縁に集まって胞子嚢群（ほうしのうぐん、ソーラス sorus, pl.: sori）を作る。胞子嚢が1つの細胞に由来し、1層の細胞層からなるシダ類を薄嚢シダ類（はくのうシダるい、leptosporangiate ferns）、胞子嚢が複数の細胞に由来し、複数の細胞層に包まれるシダ類を真嚢シダ類（しんのうシダるい、eusporangiate ferns）という。薄嚢性は派生形質であり、薄嚢シダ類は単系統群である。
茎は短く、木生シダ以外では地中生、着生、地表生であり根茎 rhizomeと呼ばれる。根茎には匍匐（creeping）するもの、斜上（ascending）するもの、直立（erect）するものがある。木生シダ類のヘゴ科では高く成長し、24 m に達するものもあるが、ハナワラビ類以外のシダ類の茎は肥大成長せず、木本ではない。木生シダ類の「幹 trunk-like stem」は直立茎の周囲を不定根が覆ったものである。

### 葉

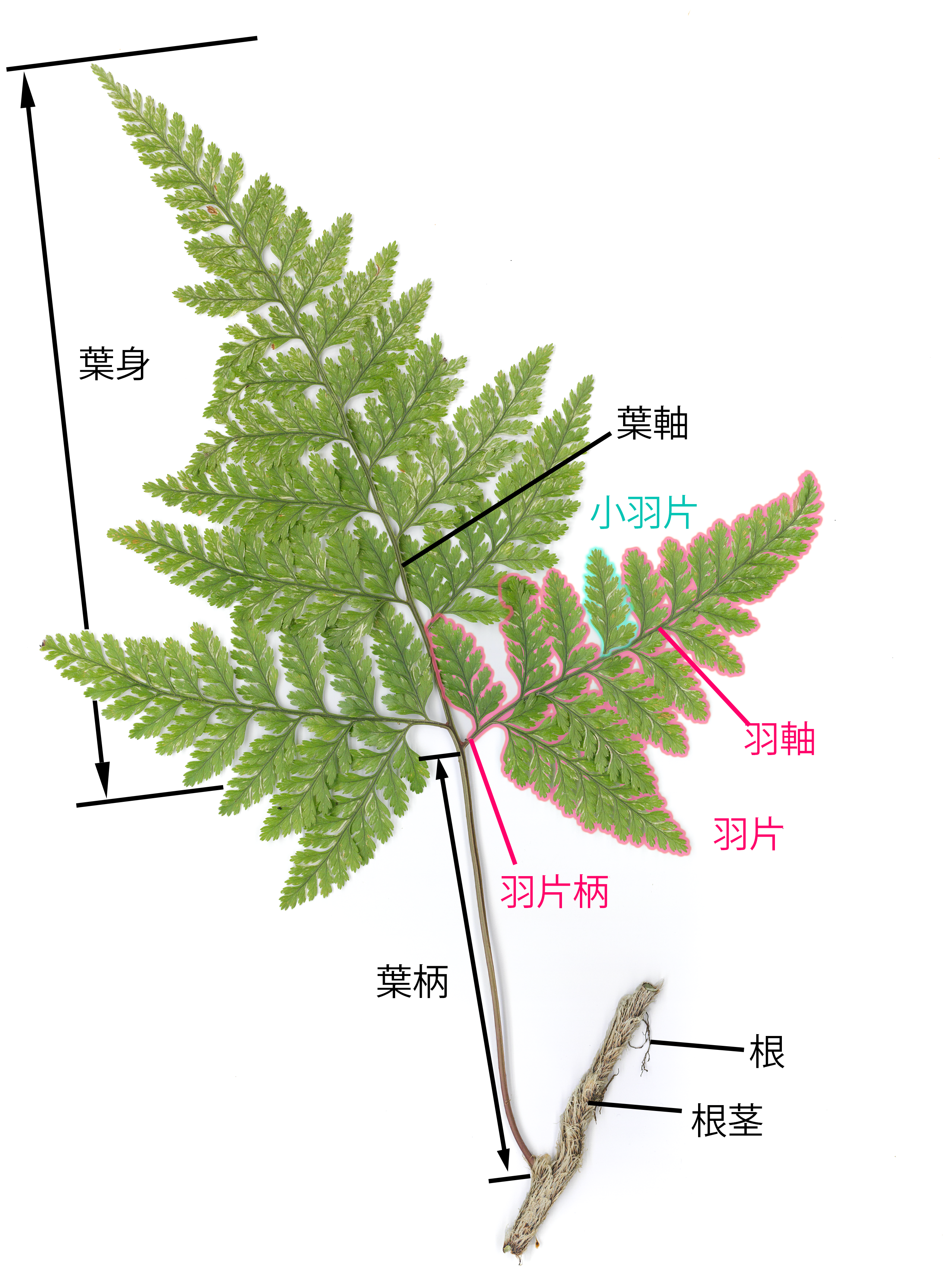
トキワシノブ の葉の各部の名称。3-4回羽状複葉。

葉は大葉で、単葉からシダ型4-5回羽状複葉となるが、羽状複生することが多く、特に羽葉（frond）と呼ばれる。複葉の小葉（leaflet）は特に羽片（うへん、pinna, pl.: pinnae ）と呼ぶ。葉端の羽片を頂羽片（terminal pinna）、それ以外を側羽片（lateral pinna）、繰り返し構造となる羽片の更に1枚を小羽片（pinnule）と呼ぶ。他の複葉と同様に羽片の付く軸を葉軸（中軸、rachis）、小羽片の付く軸を羽軸（pinna rachis）と呼ぶ。
葉の二形性は種によって異なり、二形（にけい、dimorphic）のものでは胞子嚢を付ける胞子葉（実葉、fertile frond）と胞子を付けない栄養葉（裸葉、sterile frond）に分かれる。また、区別のないものは同形 monomorphic、1枚の葉で胞子を付ける羽片と胞子を付けない羽片があるものは部分二形（ぶぶんにけい、hemidimorphic）と呼ばれる。ハナヤスリ類では担栄養体（栄養葉、trophophore）と担胞子体（胞子葉、sporophore）の基部が合わさって担葉体（共通柄、common stalk, phyllomophore）となる。サンショウモ属では根を持たず、水上に浮かぶ浮葉（floating leaf）と根のように変形した沈水葉（水中葉、submerged leaf）の2種類の葉を持つ。

## 生息環境

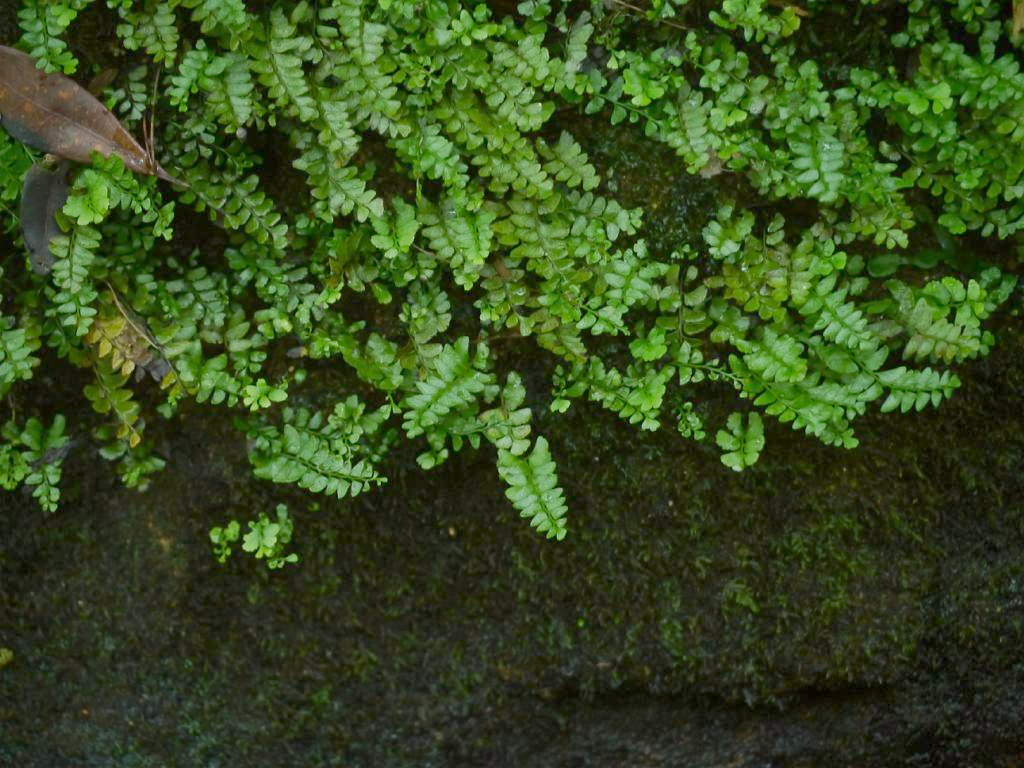
岩に生えるサイゴクホングウシダ 。

シダ類が最も多様に分化しているのは熱帯であり、雲霧林中の着生植物が多く、地上生種も多様である。木生シダ類では森林伐採後の二次植生として群生し、広大なヘゴ林を形成することも多い。一方、ヒトツバのように乾燥に強いものやサンショウモのような水生シダ類も存在し、様々な環境に生育している。
渓流は水流の圧力や濁流中の砂粒子、微生物による腐蝕といった陸上植物が様々なダメージを受け、水位の変化が激しい過酷な環境であるが、渓流帯にのみ適応した渓流沿い植物が存在する。シダ類にも渓流沿い植物が存在し、日本ではゼンマイ科のヤシャゼンマイ、ホングウシダ科のサイゴクホングウシダ、オシダ科のヤエヤマトラノオ、ウラボシ科のヒメタカノハウラボシ、ミツデヘラシダなどが挙げられる。これらは根茎が発達し、岩にしっかり固着できること、茎が強靭で折れにくいこと、葉は細長く流線型で全縁、平滑で無毛などの形質を持つ。このようなシダ植物では世界で約100種知られている。

## 下位分類
|  | ヒカゲノカズラ科 ミズニラ科 イワヒバ科 種子植物 トクサ科 マツバラン科 ハナヤスリ科 リュウビンタイ科 ゼンマイ科 コケシノブ科 マトニア科 ヤブレガサウラボシ科 ウラジロ科 カニクサ科 フサシダ科 アネミア科 サンショウモ科 デンジソウ科 チルソプテリス科 ロクソマ科 クルキタ科 キジノオシダ科 タカワラビ科 メタキシア科 ディクソニア科 ヘゴ科 サッコロマ科 キストディウム科 ロンキティス科 ホングウシダ科 イノモトソウ科 コバノイシカグマ科 ナヨシダ科 ヌリワラビ科 イワヤシダ科 デスモフレビウム科 ヘミディクティウム科 チャセンシダ科 イワデンダ科 コウヤワラビ科 シシガシラ科 メシダ科 ヒメシダ科 ディディモクラエナ科 キンモウワラビ科 オシダ科 タマシダ科 ツルキジノオ科 ナナバケシダ科 ツルシダ科 シノブ科 ウラボシ科 |

現在では、小葉植物を含むシダ植物の分類体系として、PPG I分類体系が用いられている。右図における、ハナヤスリ科以下が本項における、これまで普通「シダ類」として扱われてきた科である。
この項では本項に示す側系統群が「シダ綱」として扱われていた過去の分類体系を以下に示す。

### コープランドの分類体系
エドウィン・ビンガム・コープランドは「有効な」分類階級というものは「自然分類であること」と「有用であること」の両方を反映したものであると提案した最初の分類学者の一人である。
コープランド (1947) ではシダ綱 Filicinae にその多くが単一種のみからなる305属を認めた。コープランドはシダ綱をハナヤスリ目、リュウビンタイ目、シダ目の3目に分け、うちシダ目に19科を置いた。デンジソウ科とサンショウモ科を含む水生シダ類 Hydropterides は、その特異的な形質からそれぞれデンジソウ目 Marsileales とサンショウモ目 Salviniales に置くことがあるとしながらも、その他のシダ目の系統の下にあるため独立した目に入れるのを嫌い、シダ目に入れるとした。
- シダ綱 Filicinae
  - ハナヤスリ目 Ophioglossales
    - ハナヤスリ科 Ophioglossaceae

  - リュウビンタイ目 Marattiales
    - リュウビンタイ科 Marattiaceae

  - シダ目 Filicales
    - ゼンマイ科 Osmundaceae
    - フサシダ科 Schizaeaceae
    - ウラジロ科 Gleicheniaceae
    - ロクソマ科 Loxomaceae
    - コケシノブ科 Hymenophyllaceae
    - ワラビ科 Pteridaceae
    - ミズワラビ科 Parkeriaceae
    - ヒメノフィロプシス科 Hymenophyllopsidaceae
    - シノブ科 Davalliaceae
    - キジノオシダ科 Plagiogyriaceae
    - ヘゴ科 Cyatheaceae
    - オシダ科 Aspidiaceae
    - シシガシラ科 Blechnaceae
    - チャセンシダ科 Aspleniaceae
    - マトニア科 Matoniaceae
    - ウラボシ科 Polypodiaceae
    - シシラン科 Vittariaceae
    - デンジソウ科 Marsileaceae
    - サンショウモ科 Salviniaceae

## 人とのかかわり

### 短歌

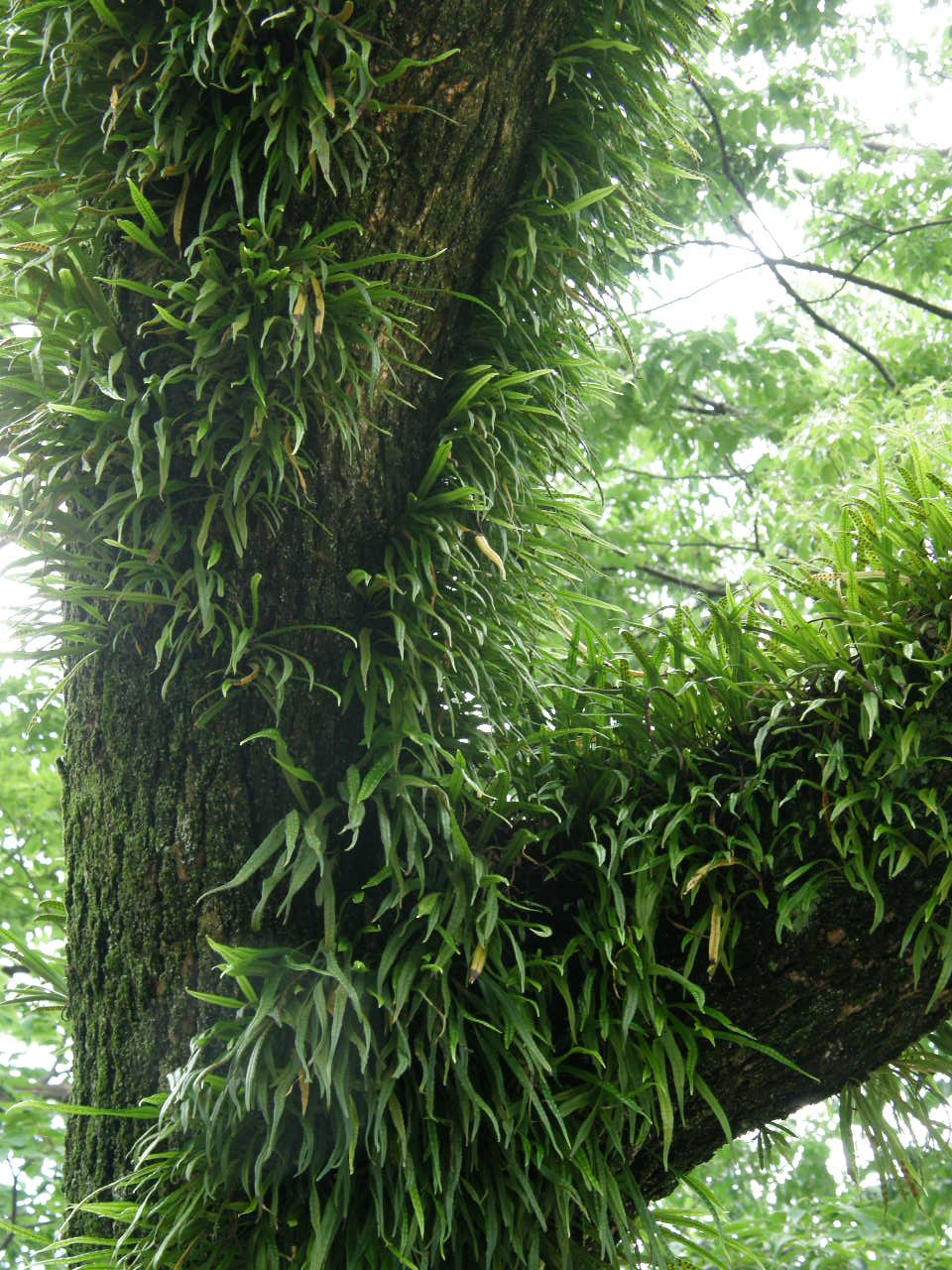
木に着生するノキシノブ 。

万葉集の中に読まれたシダ類は次の2首のみである。
ノキシノブ Lepisorus thunbergianus はしだくさ（子太草）と呼ばれた。
わが屋戸の 軒のしだ草 生ひたれど 戀忘草 見れど生ひなく—柿本人麿歌集、万葉集 11 (2475)
もう一首は志貴皇子によりワラビ（和良妣）Pteridium aquilinum が読まれた。
石走る 垂水の上の さ蕨の 萌え出づる春に なりにけるかも—志貴皇子、万葉集 8 (1418)
また、シノブ Davallia mariesii には次のような俳句がある。
大岩に生えて一本忍かな—村上鬼城

### 観賞用
シダ類は耐陰性が高いため、日本庭園などで栽培されてきた。近年では、様々なシダ類が都市の壁面緑化に利用される。特に、遺伝的多様性を考慮し、在来種を積極的に用いる試みがなされている。例えば、新山口駅では植物学者であるパトリック・ブランが手掛けた、シダ類を中心とした壁面緑化「垂直の庭」が知られる。
着生植物であるシノブはミズゴケなどを芯にして詰め、盆栽風にして「忍ぶ玉」と呼ばれ古くから観賞される。特に玉や舟などの形に加工しぶら下げたものは「つりしのぶ」と呼ばれ、夏の夜店で売られる。ウラボシ科のアオネカズラ Goniophlebium nipponicum も同様に鉢植えや「忍ぶ玉」のようにして栽培される。同じく着生するウラボシ科であるビカクシダ属 Platycerium は「コウモリラン」とも呼ばれ、栽培される。
タマシダ科のシダ類は観葉植物となり、セイヨウタマシダ Nephrolepis exaltata は変異個体が「ボストン・ファーン」として栽培される。タマシダ Nephrolepis cordifolia やホウビカンジュ Nephrolepis biserrata、ヤンバルタマシダ Nephrolepis hirstula 由来の園芸品種も存在する。
また、ホウライシダ科のホウライシダ Adiantum capillis-veneris の園芸品種は「アジアンタム」として、またクジャクシダ Adiantum pedatum も園芸用に栽培される。
チャセンシダ科のオオタニワタリ Asplenium antiquum は『古事記』では「御綱柏」と呼ばれていたが、美しい姿から栽培用に乱獲され危急種となっている。またオオタニワタリとヒノキシダの雑種であるオニヒノキシダ Asplenium ×kenzoi は葉の形の面白さからよく栽培され、屋久島では土産物として売られる。
イノモトソウ科のシダも欧米では観葉植物として栽培され、斑入りや獅子葉の園芸品種もある。例えば、白斑のあるホコシダ Pteris ensiformis や、獅子葉など様々な園芸品種が知られるオオバイノモトソウ Pteris cretica、若葉が赤紫色、成長すると白緑色になるハチジョウシダ類のプテリス・アスペリカウリス Pteris aspericaulis などは園芸植物となる。日本でもマツカサシダ Pteris nipponica は『本草図譜』では「おきなしだ」の名で呼ばれ、古くから観賞されてきた。イノモトソウ科のイヌアミシダ Mickelopteris cordata は「ハートファーン」と俗称され、栽培される。
ほかにも、オシダ科のオニヤブソテツ Cyrtomium falcatum は観葉植物として庭に植えたり室内インテリアとして鉢植えにしたりして用いられる。カニクサ科のカニクサ Lygodium japonicum は庭植えにされることがある。
ホウライシダ科のミズワラビ Ceratopteris thalictroides は水槽用の水草として用いられる。ウラボシ科のミツデヘラシダ Microsorum pteropus は「ミクロソリウム」として熱帯魚の水槽で栽培される。
観葉植物となるシダ類
- 「ボストン・ファーン」と呼ばれる Nephrolepis exaltata
- 「アジアンタム」と呼ばれるホウライシダ Adiantum capillis-veneris
- 台湾、新竹市に植栽されるオオタニワタリ Asplenium antiquum
- オオバイノモトソウ Pteris cretica の斑入りの園芸品種 'Albo-lineata'
- 植栽されるオニヤブソテツ Cyrtomium falcatum
- 水槽で栽培される「ミクロソリウム」（ミツデヘラシダ Microsorum pteropus）

### 薬用
オシダ Dryopteris crassirhizoma は別名を「綿馬」という。中国医学（本草）では貫衆と呼び塊根を薬用とする。日本ではこれは「綿馬根」と呼ばれ、駆虫剤としても用いられた。カザリシダ Aglaomorpha coronans の根茎は「骨砕補」となる。また中国ではタカワラビ科のタカワラビ Cibotium barometz は「金狗毛蕨」と呼ばれ、茎を肝臓、腎臓の薬として用いるほか、チャセンシダ科のホコガタシダ Asplenium ensiforme は下痢止め、利尿作用をもつとして薬用にされ、栽培もされる。ホングウシダ科のホラシノブ Sphenomeris chinensis は民間薬として用いられ、雲南省南部では「起死回生」の効果があるとされる。ホウライシダ科のシダは漢方としてイワガネゼンマイ Coniogramme intermedia やイワガネソウ Coniogramme japonica では腫物の毒消しに、タチシノブ Onychium japonicum では解熱・利尿に、ホウライシダ Adiantum capillis-veneris では全草が解熱・解毒に用いられる。カニクサ科のカニクサの葉は利尿剤とされる。
ヒリュウシダ属も薬用に供され、Blechnum fluviatile はニュージーランドで口内炎の薬として、ヒリュウシダ Blechnum orientale は東南アジアで虫下しや膀胱炎の薬として、またBlechnum hastatum の根茎はチリのアラウコ人に嘔吐剤または妊娠中絶薬として用いられた。
真嚢シダ類であるミヤコジマハナワラビ Helminthostachys zeylanica はマレーシアや中国で根茎を鎮痛解毒剤として用いられる。

### 食用
食用となる一方毒性を有するものも多く、食用となるワラビ Pteridium aquilinum は葉にビタミン破壊酵素（チアミン分解酵素）を含むため、草木灰や重曹のようなアルカリで煮て灰汁抜きをし、毒成分を除去して食される。この毒性により家畜やシカは食べないため放牧食性が形成され、日本などでは火入れにより良質のワラビが収穫され、山菜として利用されてきた。サイレージなど飼料に混入することで家畜が膀胱がんなどになるワラビ中毒が発生する。ワラビは葉柄の柔らかい部分が灰汁抜きの後、煮物や和え物などに用いられ、塩や味噌に漬けて保存される。ワラビの根からとれる澱粉はワラビ粉としてわらび餅や団子に利用される。
日本ではワラビのほかに、ゼンマイ Osmunda japonica、ヤマドリゼンマイ Osmundastrum cinnamomeum var. fokeiense などが山菜として食用にされる。ゼンマイやヤマドリゼンマイは巻いた若芽の葉柄部を食用にする。ゼンマイは灰汁抜きの後、煮つけ、天麩羅、汁の実に用いられる。ヤマドリゼンマイも灰汁や重曹で灰汁抜きの後、煮物や和え物、汁の実として用いられる。どちらも乾燥したり塩漬けにしたり、卯の花漬けにして保存される。ヤマドリゼンマイは瓶詰にして市販される。日本の東北地方ではクサソテツが「コゴミ」と呼ばれお浸しや揚げ物にして食される。この仲間は北アメリカ東北部でも若芽の時期を珍重して食べられる。
アジアでは広くイワデンダ科の クワレシダ Diplazium esculentum が食用にされる。中国南部や東南アジアでは、ホウライシダ科のミズワラビ Ceratopteris thalictroides が食用にされる。ブータンではワラビと同じコバノイシカグマ科のランダイワラビ Pteridium revolutum やオオイシカグマ Microlepia speluncae、イワデンダ科の Diplazium maximum やクワレシダ、イノモトソウ科のナチシダ Pteris wallichiana などを食用とする。これらはいずれも毒性があって家畜やシカは食べないため、その排泄物を栄養として肥沃な放牧場にはこれらがよく繁茂し、放牧植生ができている。
シシガシラ科のヒリュウシダ属も食用になり、ニュージーランドのマオリは Blechnum capense の芽を蒸し焼きにして食す。オーストラリアのクイーンズランド州ではアボリジニが Blechnum indicum の太った根茎を食べる。ヘゴ科のヘゴも髄に多量の澱粉を含む茎や若い葉は食用とされ、オーストラリアではほろ苦い甘みがあり、まずいカブのような味だと表現される。
薬用・食用となるシダ類
- ミヤコジマハナワラビ Helminthostachys zeylanica
- 山菜として食べられるゼンマイ Osmunda japonica のフィドルヘッド
- シダ類のフィドルヘッドを使った鶏肉料理
- 台北の飲食店で供されるクワレシダ Diphasium esculentum
- 水辺に生えるミズワラビ Ceratopteris thalictroides
- 食用に調理されたヒカゲヘゴ Cyathea lepifera

### 加工
シダ類を用いた籠は、西日本を中心に各地で生産されていたが、現在では広島県と沖縄県のみで技術の継承が行われている。カニクサの蔓は編み籠の材料とされた。葉軸がしなやかであるためウラジロ科も編んで壁材や籠などの工芸品に利用される。特に、コシダ Dicranopteris linearis は葉軸を用いたシダ籠が作られており、広島県廿日市市大野では明治30年代に新たな副業としてその技術が伝わり、現在でも伝承されている。
タカワラビ属の植物は、ハワイではハープウと呼ばれ、かつては若い茎を用いて帽子を作ったり、毛である「プル」を包帯、枕やマットレスの詰め物などに用いた。
木生シダ類のヘゴ Cyathea spinulosa やオニヘゴ Cyathea podophylla、ヒカゲヘゴ Cyathea lepifera やマルハチ Cyathea mertensiana は「幹」と俗称される根に覆われた直立する根茎を「ヘゴ材（ヘゴ板）」として用いる。ヘゴ材は家の柱や垣根に用いられ、細いものは生花の器に用いられるが、近年では専ら園芸材料として利用される。洋ランは自生地では樹木や岩石に付着し生活するため、洋ランの栽培に円盤状や板状、棒状や植木鉢状に加工して利用される。タカワラビ Cibotium barometz もヘゴ材と同様に蘭やアンスリウムの培地として用いることがある。
また、ヘゴの根やゼンマイのひげ根（オスマンダ）はコンポストとして用いられる。ヘゴ板の建材や園芸資材の需要は多くの種を脅かし、ワシントン条約により輸入規制されるものもある。

### 象徴と装飾

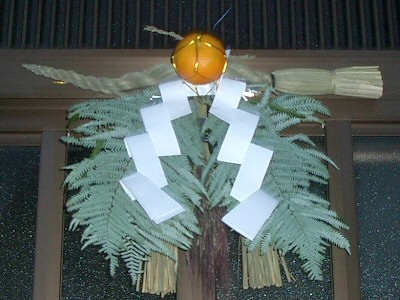
正月の注連飾り。ウラジロの葉が用いられる。

『シルバー・ファーン（シダの葉）』は、ニュージーランドのシンボルになっている。ニュージーランドのラグビー代表チーム、オールブラックスのエンブレムは、シルバー・ファーン。また、ニュージーランド航空は、1970年代よりシルバー・ファーンの若い葉「コル」をロゴに採用している。シルバーファーンの若い葉「コル」は、先住民マオリの言葉で「新生」や「成長」「平和」を象徴している。
日本では、ウラジロは単にシダと呼ばれる普通種で、常緑であるため、および「齢垂れる（しだれる）」とかけて長寿の象徴として正月の飾り物（注連飾り）などに用いられる。ウラジロの葉を図案化したものは歯朶紋（しだもん）と呼ばれ、家紋や着物の図柄に用いられる。徳川家康は老年期、兜の前立てにシダの歯を象った通称｢歯朶具足｣を愛用した。甲冑一式は久能山東照宮に奉納され、現在まで伝わっている。
また、ワラビ巻き（早蕨）のような形状の文様は蕨手文（わらびでもん）と呼ばれ、土器や壁画に用いられたが、これが植物に由来する文様であるという確証はないとされる。蕨手刀のように刀剣の一部にも用いられた。
ニューギニア島ではキジノオシダ科のシダの葉を乾燥させ、祭の際に体を飾る材料として利用される。

### 肥料・飼料

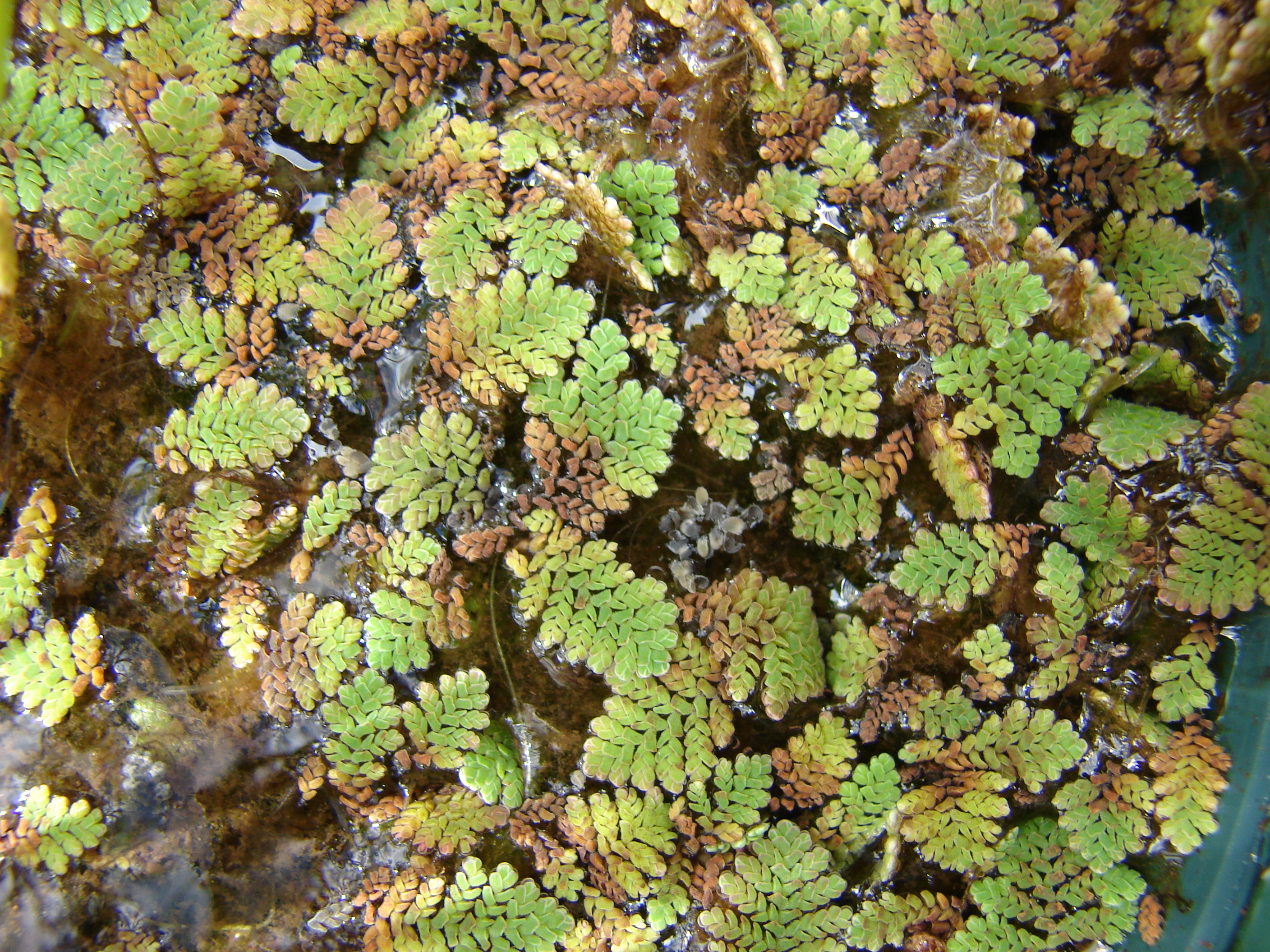
水面に浮かぶニシノオオアカウキクサ 。

アカウキクサ科の水生シダ類には藍藻 Anabaena azollae が共生し窒素を供給するので貧栄養下でも生育できるため、東南アジアでは緑肥として用いられ、熱帯の稲作地帯における肥料となっている。フィリピンの国際稲研究所にはアカウキクサの系統保存施設がある。逆にサンショウモ Salvinia natans は切断された植物体から栄養繁殖するため水田を覆い尽くす害草となる。
また、ハワイではタカワラビ属の澱粉を含む茎がブタの飼料に使われたこともある。

## シダ園
シダ園（英: fernery）は、シダの栽培と展示のための専門の庭園である。
多くの国ではシダ園は少なくとも日陰で湿った環境や光、霜などの極限からの保護や、乾燥地域に自生するシダの中にも雨や湿度からの保護を必要とするために屋内施設であるが、完全日照で最もよく育つものも存在するため、温暖な地域では屋外にあることが多く、同じような条件で育つさまざまな種が並んでいる。
1855年、イングランドの一部ではシダのブームが起きてプテリドマニア（シダ狂い）という現象を生む。この言葉は聖職者であり自然主義者であったチャールズ・キングズリー（後に『水の子どもたち 陸の孤児のための童話』の著者）によって作られたものであるが、当時英国と外来の品種が収集、紹介されていくとコレクションを維持するために多くの道具が開発され、関連する園が次々と構築されていったことが知られる。